# دانشگاه دولتی علوم اجتماعی روسیه

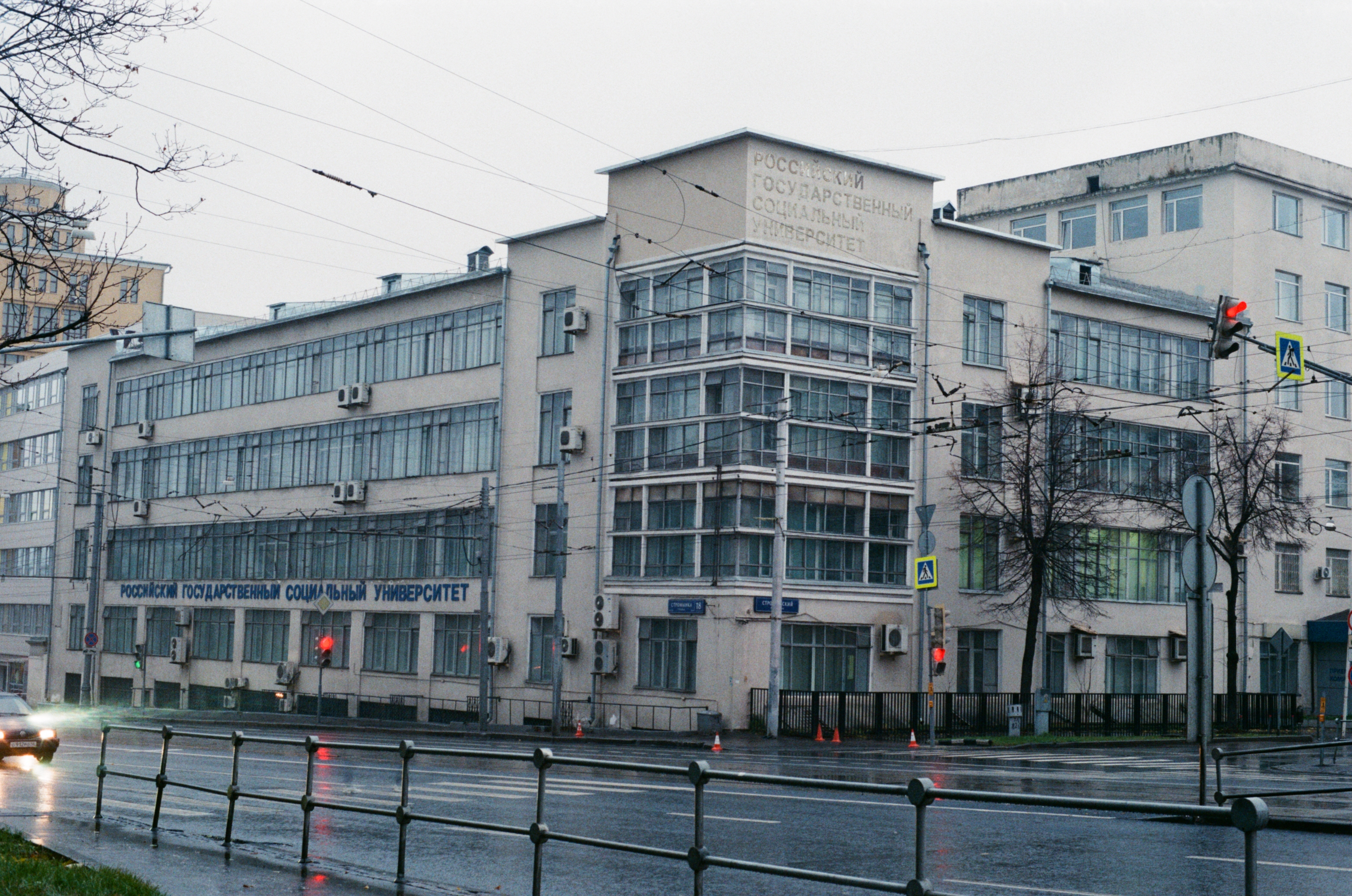
نمایی از ساختمان دانشگاه علوم اجتماعی روسیه - ۲۰۲۰

دانشگاه دولتی علوم اجتماعی روسیه «RUSS»، موسسه تحصیلات عالی
بنیانگذار آکادمی علوم روسیه به افتخار دانشمند علوم فدراسیون روسیه سال (۱۹۹۷)، ژوکوف، واسیلی ایوانوویچ. رئیس دانشگاه از سال ۲۰۱۴ تا حال، ناتالیا بوریسوونا پوچینوک.

## تاریخ
در تاریخ ۲۵ نوامبر ۱۹۹۱، این مؤسسه به نام انستیتوت اجتماعی دولتی روسیه تغییر یافت (از اول جون ۱۹۹۴ - دوباره به نام دانشگاه اجتماعی دولتی مسکو تغییر نام داده شد)، بالاخره در به تاریخ ۱ جون ۲۰۰۴ این مؤسسه عالی نام دانشگاه علوم اجتماعی روسیه یعنی نام فعلی خود را دریافت کرد.

## روسای
- ۱۹۹۱–۲۰۱۲ ژوکوف وی و - دانشگاهی آکادمی علوم روسیه، دانشمند فرهیخته فدراسیون روسیه
- ۲۰۱۲—۲۰۱۴ فدیاکینا ال. که در. - دکترای تعلیم و تربیت، عضو مسئول آکادمی آموزش و پرورش روسیه. با دستور وزیر آموزش و پرورش د. که در. لیوانووا
- ۲۰۱۴—۲۰۱۴ سولداتوف A. آ. - بازیگری
- ۲۰۱۴ - تاکنون که در. ناتالیا بوریسوونا پوچینوک. - دکترای اقتصاد، دانشیار.[۱]

## ساختار دانشگاه علوم اجتماعی روسیه
دانشگاه علوم اجتماعی روسیه دارای پنج شعبه است که ۲ آن در کشورهای سابق اتحاد جماهیر شوروی واقع شده‌است. براساس اسناد تأیید این دانشگاه دارنده، ۹۵ رشته برای لیسانس، ۴۱ رشته برای ماستری می‌باشد.
در این دانشگاه بیش از ۲۵ هزار دانشجو از سراسری روسیه مصروف تحصیل اند که تنها ۱۷ هزار و ۳۳۲ دانشجو در شعبه مسکو درس می‌خوانند.

### دانشکده‌ها
- دانشکده خدمات اجتماعی (خیابان Losinoostrovskaya، ۲۴)
- دانشکده روان‌شناسی (خیابان Losinoostrovskaya، خیابان ۲۴)
- دانشکده جامعه‌شناسی (خیابان ویلهلما پیک، خیابان ۴)
- دانشکده مدیریت (خیابان ویلهلما پیک، خیابان ۴)
- دانشکده تربیت بدنی (خیابان Losinoostrovskaya، خیابان ۲۴)
- دانشکده فناوری اطلاعات (خیابان ویلهلما پیکا، خیابان ۴)
- دانشکده مدیریت ارتباطات (خیابان ویلهلما پیکا، خیابان ۴)
- دانشکده زبانشناسی (خیابان ویلهلما پیک، ۴)
- دانشکده علوم انسانی (خیابان ویلهلما پیک، خیابان ۴)
- مدرسه عالی موسیقی. A. Schnittke (مؤسسه) (خیابان Stromynka، ۱۴، ساختمان ۴)
- دانشکده اقتصاد (خیابان Stromynka، ۱۴، ساختمان ۴)
- دانشکده حقوق (خیابان Stromynka، ۱۴، ساختمان ۴)
- دانشکده آموزش پیش دانشگاهی (خیابان Losinoostrovskaya، ۲۴)
- دانشکده آموزش پرسنل علمی و علمی-آموزشی (خیابان ویلهلما پیکا، ۴)
- دانشکده آموزش مداوم حرفه ای (خیابان ویلهلما پیکا، خیابان ۴)
- دانشکده آموزش از راه دور (خیابان ویلهلما پیکا، ۴)
- دانشکده اکولوژی و ایمنی تکنوسفر[۳] (خیابان ویلهلما پیکا، ۴)
- دانشکده پزشکی (خیابان Stromynka، ۱۴، ساختمان ۴)

### آموزش پیش دانشگاهی
- کالج RSSU
- دوره‌های آموزشی زبان‌های خارجی و زبان روسی

## یاداشت
1. 1 2  "Ливанов назначил нового ректора РГСУ" (به روسی). rgsu.net. Archived from the original on 15 August 2019. Retrieved 2019-08-15.
2. ↑  Постановление Правительства Российской Федерации от 25.11.1991 № 15
3. ↑  "Факультеты" (به روسی). rgsu.net. Archived from the original on 15 August 2019. Retrieved 2019-08-15.

## پیوندها
- وب سایت دانشگاه